# Stéphane Lhomme
Pour les articles homonymes, voir Lhomme.
Stéphane Lhomme, né à Bordeaux le 4 novembre 1965, est un militant associatif français.
Militant pour des problèmes locaux à Bordeaux, il s'implique en même temps dans le mouvement antinucléaire à partir de 1999. Il est salarié du réseau Sortir du nucléaire de 2002 à 2010, puis fonde l'Observatoire du nucléaire.
Depuis 2015, il est également un animateur du mouvement de refus des compteurs communicants (Linky, Gazpar...).

## Biographie
Stéphane Lhomme est instituteur de 1991 à 2002 ; il habite à Bordeaux de 2000 à 2008.
En 2000, Stéphane Lhomme fonde l'association antinucléaire « Tchernoblaye » ; il devient également administrateur du réseau Sortir du nucléaire. En 2002, il quitte l'Éducation nationale pour devenir au mois de septembre salarié du réseau, chargé des relations extérieures. En 2010, il fonde l'Observatoire du nucléaire dont il devient directeur en 2012.
Depuis 2008, il n'habite plus Bordeaux mais Saint-Macaire, dont il est conseiller municipal de 2015 à 2020.

### Militantisme à Bordeaux
En 2000 et 2001, il milite avec l’association Droit au logement, pour accélérer le relogement de gitans sédentarisés touchés par le saturnisme (plomb dans le sang) parmi lesquels ses propres élèves.
De 2002 à 2004, il est porte-parole du collectif pour l’abrogation de l’arrêté municipal « antibivouac » pris par le maire de Bordeaux, Alain Juppé, principalement à l'encontre des personnes sans domicile fixe. Après plusieurs manifestations, il dépose un recours pour excès de pouvoir devant le Tribunal administratif. Le 7 février 2003, le Tribunal administratif annule l’arrêté, jugement confirmé par la Cour administrative d’appel le 27 avril 2004,.
Le 12 février 2003, il participe à l'animation d'une manifestation (1000 personnes) contre la venue à Bordeaux de Vladimir Poutine, qui était invité par le maire Alain Juppé.
Stéphane Lhomme a rassemblé ses griefs à l'encontre d'Alain Juppé dans un livre, Alain Juppé saute sur Bordeaux (Le retour) publié en septembre 2006. Le 7 octobre 2006, veille de l'élection municipale anticipée, il est arrêté par la police pour « vente à la sauvette » devant la librairie Mollat qui, selon lui, aurait retiré son livre des rayons pour ne pas nuire au candidat Juppé. Il est jugé et relaxé en 2008 par le Tribunal d'instance de Bordeaux.

### Militantisme antinucléaire

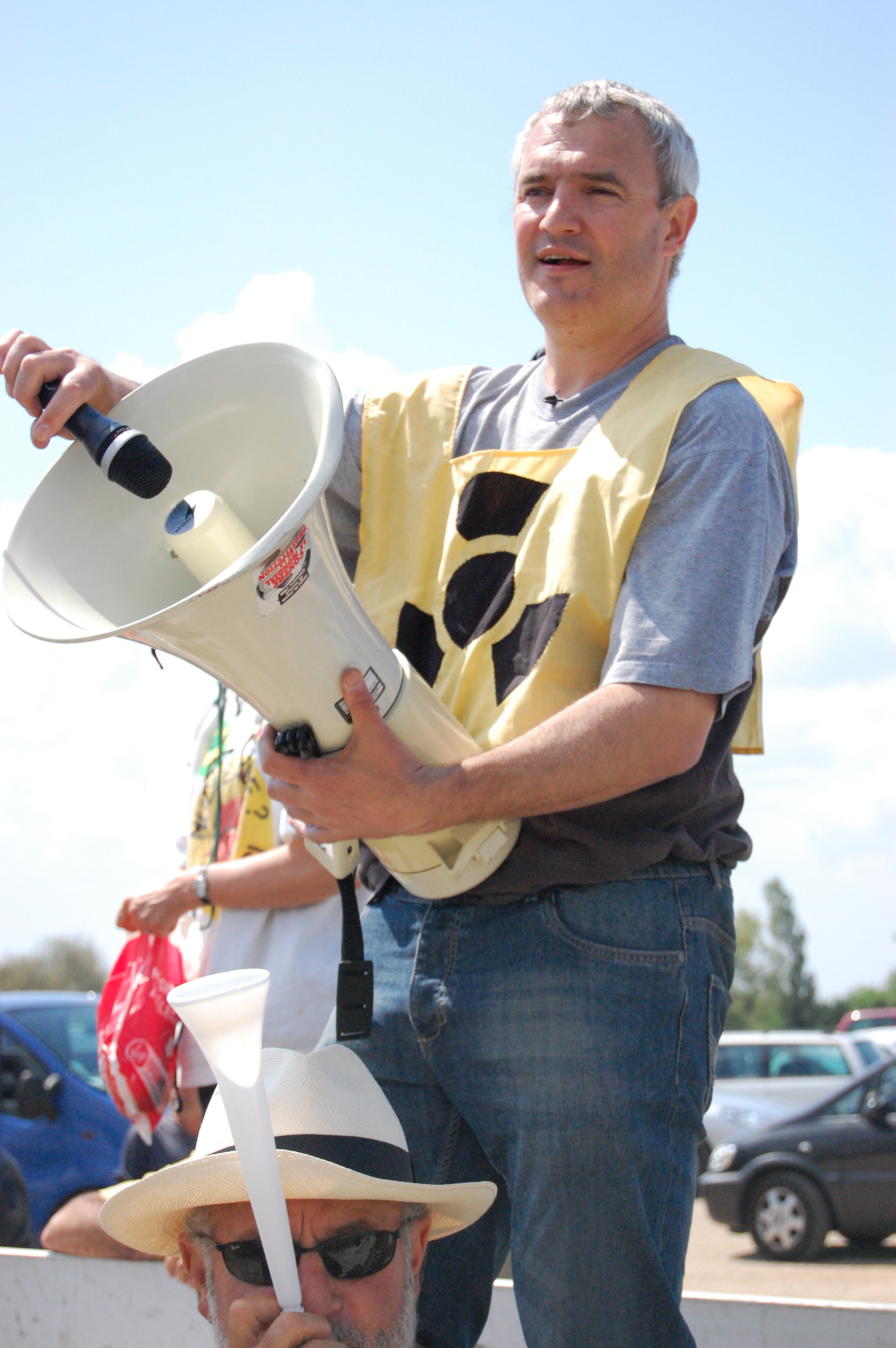
Stéphane Lhomme lors de la manifestation du 25 avril 2011 devant la centrale nucléaire du Blayais.

#### Tchernoblaye
Le 23 avril 2000, l'association Tchernoblaye organise une manifestation antinucléaire qui rassemble de 1 000 à 2 000 personnes pour exiger la fermeture de la centrale du Blayais, qui a connu une situation de crise quelques semaines plus tôt lors de la tempête de décembre 1999.
Le 29 septembre 2003, dans le cadre d'une action de l'association Tchernoblaye, Stéphane Lhomme bloque un wagon de déchets nucléaires au cœur de Bordeaux.
Le 25 avril 2011, l'association organise une manifestation qui rassemble 1 000 à 1 500 personnes devant la centrale nucléaire du Blayais, pour en demander la fermeture avant qu'elle n'arrive à 30 ans de fonctionnement le 12 juin suivant. Le 11 mars 2012, l'association rassemble à nouveau entre 1 000 et 2 000 personnes sur les quais de Bordeaux pour demander le même motif.

#### Réseau Sortir du nucléaire
En septembre 2002, lors du Sommet mondial du développement durable à Johannesburg (Afrique du Sud), Lhomme occupe le stand d'EDF, resté vacant au début du Sommet, et y appose des autocollants et affiches antinucléaires avant d'être arrêté par la police sud-africaine.

##### Affaire du document "confidentiel défense" sur le réacteur nucléaire EPR
Le 16 mai 2006, sur réquisition de la section antiterroriste du Parquet de Paris, une équipe de la Direction de la surveillance du territoire (DST) place Stéphane Lhomme en garde à vue pendant 14 heures, d'abord à son domicile puis au commissariat central de Bordeaux. Son domicile avait alors été perquisitionné et la copie d'un document EDF classé « confidentiel défense » y avait été saisie. Il est accusé de « compromission du secret de la défense nationale ». Le document en question concerne la sécurité du réacteur nucléaire EPR, en projet au moment des faits,. Le 25 mars 2008, Stéphane Lhomme, convoqué par la DST à son siège national de Levallois-Perret, est à nouveau placé en garde à vue et interrogé pendant 9 heures,. Cette garde à vue a été présentée par la DST comme étant la suite de celle de mai 2006 : après deux ans d'enquête et d'interrogatoires, « la DST recherche la source d'une fuite sur la sécurité de l'EPR ». Il est alors sous la menace d’une mise en examen par le parquet de Paris et la DST pour « compromission du secret de la défense nationale », délit passible de cinq années d’emprisonnement et de 75 000 euros d’amende. La procédure a finalement été classée sans suite fin août 2009.

##### Espionnage par EDF et les Renseignements généraux
Dans son édition du 8 avril 2009, Le Canard enchaîné révèle que, depuis 2006, Électricité de France aurait placé Stéphane Lhomme sous surveillance par le biais de l'entreprise suisse Securewyse, ce que le patron de cette société, Michel Arditi, dément. Dans la même édition, Le Canard enchaîné rapporte que « EDF et les RG de Bordeaux ont travaillé main dans la main à la surveillance de Stéphane Lhomme ». Le magazine Le Point, dans son édition du 23 avril 2009, affirme que « la boîte mail de Stéphane Lhomme aurait été espionnée grâce à un contact chez Wanadoo ».

#### Crise du Réseau Sortir du nucléaire
En avril 2010, les administrateurs régulièrement élus sont soudainement révoqués et Stéphane Lhomme est licencié, plusieurs personnes lui reprochant son "radicalisme". Le directeur du Réseau avance des « manquements graves au droit du travail et à ses fonctions ». En 2015, la Cour d'appel de Lyon annule l'éviction des administrateurs et le licenciement de Stéphane Lhomme : un accord permettant de clore la procédure en cours devant les prud'hommes lui attribue 37 460 € au titre des dommages et intérêts.

#### Observatoire du nucléaire
Après son départ de « Sortir du nucléaire », Stéphane Lhomme a créé l'Observatoire du nucléaire.

##### Le «don d'Areva»
Le 11 décembre 2011, en tant que directeur de l'Observatoire, Lhomme accuse la société Areva de corruption après que cette entreprise a versé au budget du Niger une somme, dite le « don d'Areva », directement affectée à l'achat d'un nouvel avion pour le président du Niger, Mahamadou Issoufou, par ailleurs ancien directeur d'une filiale d'Areva. Le 20 décembre 2012, Areva annonce avoir porté plainte contre Stéphane Lhomme pour « diffamation ». Areva demande qu'il soit condamné à payer 5 000 euros plus trois insertions de 5 000 euros HT chacune dans des journaux nationaux ce qui, en ajoutant divers frais (avocats, etc.), fait un total de près de 30 000 euros. Après une première audience, le 1er février 2013 au tribunal de grande instance de Paris, le procès proprement dit a eu lieu le 20 décembre 2013, alors que Les Inrockuptibles, Politis et Reporterre ont rapporté les accusations portées par Lhomme.
La Cour d'appel de Paris rend son jugement le 21 janvier 2015 : Areva est déboutée.

##### Contre la voiture électrique "propre"
Tout en précisant qu'il ne fait aucunement la promotion de la voiture thermique (essence ou diesel), selon lui une « calamité environnementale », Stéphane Lhomme conteste le caractère « propre » ou « écologique » de la voiture électrique, en particulier lorsque ses batteries sont rechargées à l'électricité nucléaire. Il saisit le jury de déontologie publicitaire, contraignant les principaux constructeurs de voitures électriques (Renault, Citroën, Nissan, Mitsubishi, Opel et Bolloré) à rectifier leurs publicités.
De même, le 2 avril 2014, le jury de déontologie publicitaire donne raison à l'Observatoire du nucléaire qui contestait la présentation de BlueCUB (l'équivalent bordelais d'Autolib) comme étant un service « écologique ». À la suite de cette décision, Stéphane Lhomme appelle les habitants de la CUB à débrancher les voitures électriques en charge sur la voie publique. Le 26 juin 2014, le jury de déontologie publicitaire donne à nouveau raison à l'Observatoire du nucléaire concernant cette fois Autolib et son équivalent lyonnais Bluely qui ne peuvent donc prétendre proposer un service « écologique ». Le 1er juillet 2014, l'Observatoire du nucléaire attaque Bluecub en justice, cette société n'ayant pas rectifié ses publicités après l'avis du jury de déontologie publicitaire.
Stéphane Lhomme apparaît dans deux documentaires critiquant la voiture électrique, sur France 5 et France 2 (Envoyé Spécial), dans lesquels on le voit débrancher les voitures électriques Bolloré (Autolib à Paris, Bluecar à Bordeaux) en charge sur la voie publique,.

##### Rejets de plutonium dans la Loire
Le documentaire Spécial investigation diffusé par Canal + le 4 mai 2015 contient une interview de Marcel Boiteux, un ancien PDG d'EDF, qui reconnaît qu'EDF a opéré des rejets volontaires de plutonium dans la Loire pendant cinq ans après l'accident nucléaire de Saint-Laurent-des-Eaux de 1980 (Loir-et-Cher).
Après ces révélations, Stéphane Lhomme dépose une plainte en justice contre EDF et Marcel Boiteux. Le procureur de Blois ouvre alors une enquête et missionne à cet effet l'institut scientifique de la Gendarmerie nationale (OCLAESP), lequel l'entend le 3 août 2015,,. La plainte est classée sans suite en 2016.

### Primaire d'EELV pour l'élection présidentielle de 2012

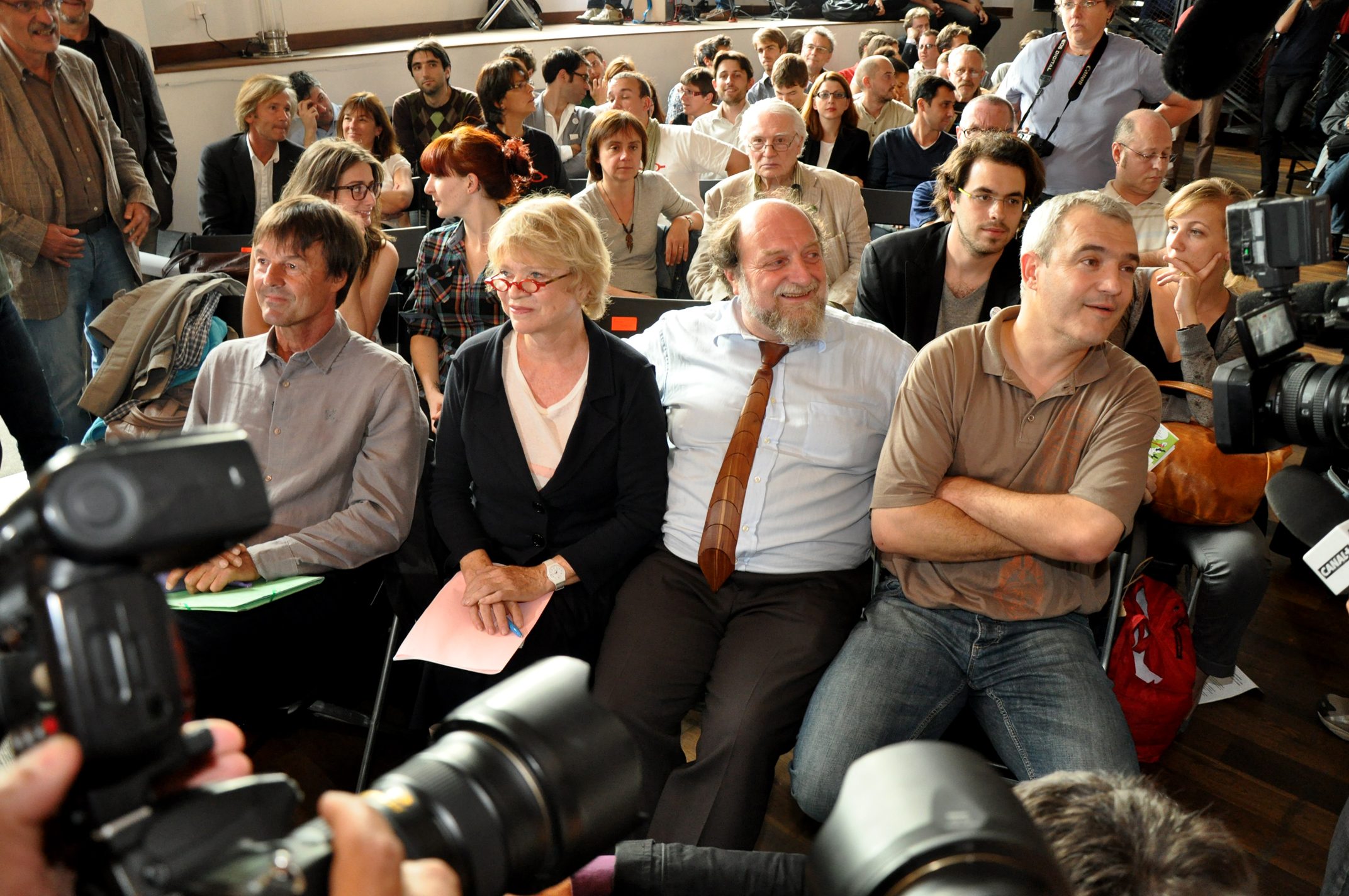
Stéphane Lhomme avec Eva Joly, Nicolas Hulot et Henri Stoll.

Précédemment militant à la Ligue communiste révolutionnaire en 1999, il annonce le 8 avril 2011 sa candidature à l'élection primaire d'Europe Écologie Les Verts qui doit désigner le candidat de ce parti à l'élection présidentielle
Stéphane Lhomme annonce se présenter à la primaire non pour la gagner mais « contre Nicolas Hulot » et « pour une écologie politique de combat ». Il invite l'animateur de télévision à « se retirer immédiatement de l'élection présidentielle »
Il obtient 4,64 % des voix au premier tour des primaires derrière Eva Joly, Nicolas Hulot, et Henri Stoll.

## Militantisme contre les compteurs communicants
En septembre 2015, le conseil municipal de la commune de Saint-Macaire, sur proposition de Stéphane Lhomme, prend position contre le remplacement des compteurs (électricité, gaz, eau) par des compteurs communicants, pour différentes raisons dont la captation de données sur la vie privée des usagers, les risques techniques (dysfonctionnements, incendies, surfacturations, etc), les risques sanitaires notamment du fait des ondes électromagnétiques émises, et pour des raisons environnementales car la majeure partie des compteurs existant serait en parfait état de marche. Adoptée à l'unanimité, cette décision est appuyée par une lettre aux habitants.
À la suite de cela, la commune reçoit de nombreuses demandes d'informations d'un peu partout en France. Stéphane Lhomme se retrouve à expliquer les raisons de la prise de position de sa commune et devient peu à peu un des animateurs du mouvement d'opposition aux compteurs communicants, animant bénévolement un site web (qui en particulier recense les communes prenant position contre ces compteurs) et donnant des dizaines de conférences dans de nombreuses régions.

### Victoires judiciaires contre UFC-Que Choisir
Fin 2017, il accuse les dirigeants de UFC-Que Choisir de « trahir les consommateurs » en faisant le jeu du compteur Linky, révélant que cette association est liée contractuellement au distributeur Enedis (installateur des compteurs Linky). UFC-Que Choisir lance alors quatre procédures en justice à l'encontre de Stéphane Lhomme qui sort victorieux du premier jugement, rendu le 20 décembre 2017.
En mai 2020, Stéphane Lhomme gagne aussi le triple procès engagé contre lui par l'UFC-Que Choisir, une journaliste de Que Choisir et un chargé de mission de l'UFC.
Le 28 janvier 2021, la Cour d'appel de Paris confirme la triple victoire de Stéphane Lhomme.

### Victoire judiciaire contre Enedis: affaire du "vol de Linky"
Le 3 novembre 2020, appelé en urgence par une habitante âgée de sa commune (Saint-Macaire) confrontée à des sous-traitants d'Enedis qui tentaient de lui imposer un compteur électrique communicant Linky, Stéphane Lhomme se rend sur les lieux. Dès son arrivée en vélo, les sous-traitants d'Enedis appellent la gendarmerie. Profitant d'un instant de distraction de la part des sous-traitants, Stéphane Lhomme subtilise le compteur Linky qui devait être imposé à la dame. Dès l'arrivée des gendarmes, il leur remet l'appareil... ce qui n'empêche qu'il soit poursuivi en justice par Enedis et le sous-traitant pour un "vol de Linky".
Après avoir refusé les mesures préalables à son placement sous bracelet électronique, ainsi que la prise de ses empreintes et de son ADN, Stéphane Lhomme comparait le 23 mars 2022. Il est relaxé pour le "vol de Linky", le tribunal reconnaissant l' "état de nécessité", à savoir la préservation des droits de l'habitante concernée. Il est par ailleurs dispensé de peine pour le refus de donner ses empreintes et son ADN.

## Tribune dans les médias
Depuis 2010, Stéphane Lhomme publie une chronique mensuelle dans le journal La Décroissance. 
Des tribunes de Stéphane Lhomme sont parfois publiées par divers médias,,.

## Publications
- Stéphane Lhomme, L’Insécurité nucléaire : Bientôt un Tchernobyl en France, Barret-sur-Méouge, Yves Michel, coll. « Écologie », avril 2006, 251 p. (ISBN 2-913492-40-1)
- Stéphane Lhomme, Alain Juppé saute sur Bordeaux (Le retour), Paris, Syllepse, coll. « Arguments et mouvements », septembre 2006, 128 p. (ISBN 2-84950-121-2)
- Collectif, Pour repolitiser l'écologie, Parangon/Vs, 2007, 160 p. (ISBN 978-2-84190-176-0)
- Stéphane Lhomme, Uranium olympique, autoédition, mai 2012, 89 p. (lire en ligne)